# Szaven-Pahlavuni Hetum örmény királyi herceg
Szaven-Pahlavuni Hetum (Szisz, Kis-Örményország (Kilikia), 1321 után – Szisz, Kis-Örményország (Kilikia), 1329 előtt), örményül: Հեթում Պահլավունի, franciául: Héthoum Savén-Pahlavouni, örmény király. I. Izabella örmény királynő és I. Hetum örmény király ükunokája. Az örmény királyi ház, a Szaven-Pahlavuni-dinasztia hetumida ágának a tagja.

## Élete
Apja IV. Leó örmény király, I. Osin örmény király (II. Leó örmény királynak, I. Izabella örmény királynő és I. Hetum örmény király fiának és Küra Anna (–1285) lamproni úrnőnek a fia) és Izabella korikoszi úrnő (a történetíró Korikoszi Hetum (–1314/18) és Ibelin Izabella (–1306 után) egyetlen lánya) fia. Hetum dédanyja, Ibelin Izabella I. Izabella örmény királynő és I. Hetum örmény király unokája volt lányuk, Szaven-Pahlavuni Mária örmény királyi hercegnő (–1310 után) révén, aki Ibelin Guidóhoz (1235/40–1270 után/1289 előtt), Ibelin Baldvinnak, Ciprus udvarmesterének a fiához ment feleségül. Ibelin Izabella az Ibelin család ún. udvarmesteri ágából származott.
Hetum herceg édesanyja Aliz korikoszi úrnő, Osin (–1329), Korikosz ura és Örményország régense lánya volt.
A kis Hetum herceg még anyja életében, 1329-ben vagy azelőtt meghalt, és ez ürügyül szolgálhatott apjának mind a gyűlölt nagybácsitól, mind pedig a ráerőszakolt házassagból megszabadulni.
IV. Leó amint elérte a nagykorúságot, és átvette az uralmat a régensi szerepet vivő após-nagybátyjától, meggyilkoltatta mind a régens nagybátyját, Aliz apját, mind pedig a hadsereg-főparancsnoki tisztséget betöltő nagybátyját, Korikoszi Konstantint, Lampron urát 1329. január 26-án. Aliz szintén férje bosszúhadjáratának esett áldozatul, de nem tudni, apja előtt vagy apja halála után gyilkolták meg 1329-ben.